# (500364) 2012 TQ34
(500364) 2012 TQ34 es un asteroide perteneciente al cinturón de asteroides, descubierto el 13 de agosto de 2012 por el equipo del Spacewatch desde el Observatorio Nacional de Kitt Peak, Arizona, Estados Unidos.

## Designación y nombre
Designado provisionalmente como 2012 TQ34.

## Características orbitales
2012 TQ34 está situado a una distancia media del Sol de 3,111 ua, pudiendo alejarse hasta 3,787 ua y acercarse hasta 2,435 ua. Su excentricidad es 0,217 y la inclinación orbital 8,780 grados. Emplea 2004,72 días en completar una órbita alrededor del Sol.
Los próximos acercamientos a la órbita de Júpiter se producirán el 20 de abril de 2055, el 28 de mayo de 2065 y el 24 de abril de 2127, entre otros.

## Características físicas
La magnitud absoluta de 2012 TQ34 es 16,3.